# Félix Savart
Félix Savart (Mézières (Ardennes) 1791. június 30. – Párizs, 1841. március 16.) - francia orvos, sebész és fizikus.  Fő érdeklődési köre az akusztika és a vibráló testek tanulmányozása volt. Nevét adta a Savartnak is, a zenei intervallumok mértékegységének, és Savart kerekének, egy eszköznek, amelyet az emberi hallás tartományának vizsgálatakor használnak.

## Életpályája
Félix Savart 1791. június 30-án született Mézières Ardennesben.
Jean-Baptiste Biot fizikussal közösen megmérte az áram által létrehozott mágneses teret, és megfogalmazta a Biot–Savart-törvényt .
Nevét adta a Savartnak, a zenei intervallumok mértékegységének, és Savart kerekének, egy eszköznek, amelyet az emberi hallás tartományának vizsgálatakor használt.
Tanulmányozta a rezgő húrok tulajdonságait is, és épített egy trapéz alakú hegedűt, amelyet Franciaországban még mindig őriznek az École Polytechnique gyűjteményében.
1827-től tagja volt az Académie des sciences-nek, és 1836-tól tagja volt a Collège de France általános és kísérleti fizika tanszékének André-Marie Ampère utódjaként, megelőzve Henri Victor Regnault. 1839. május 30-án a Királyi Természettudományos Társaságnak (Royal Society-nek) is külföldi tagjává választották.
Nevét a zenei intervallumok mértékegységének adták: a savart.
Párizsban hunyt el, 1841. március 16-án.

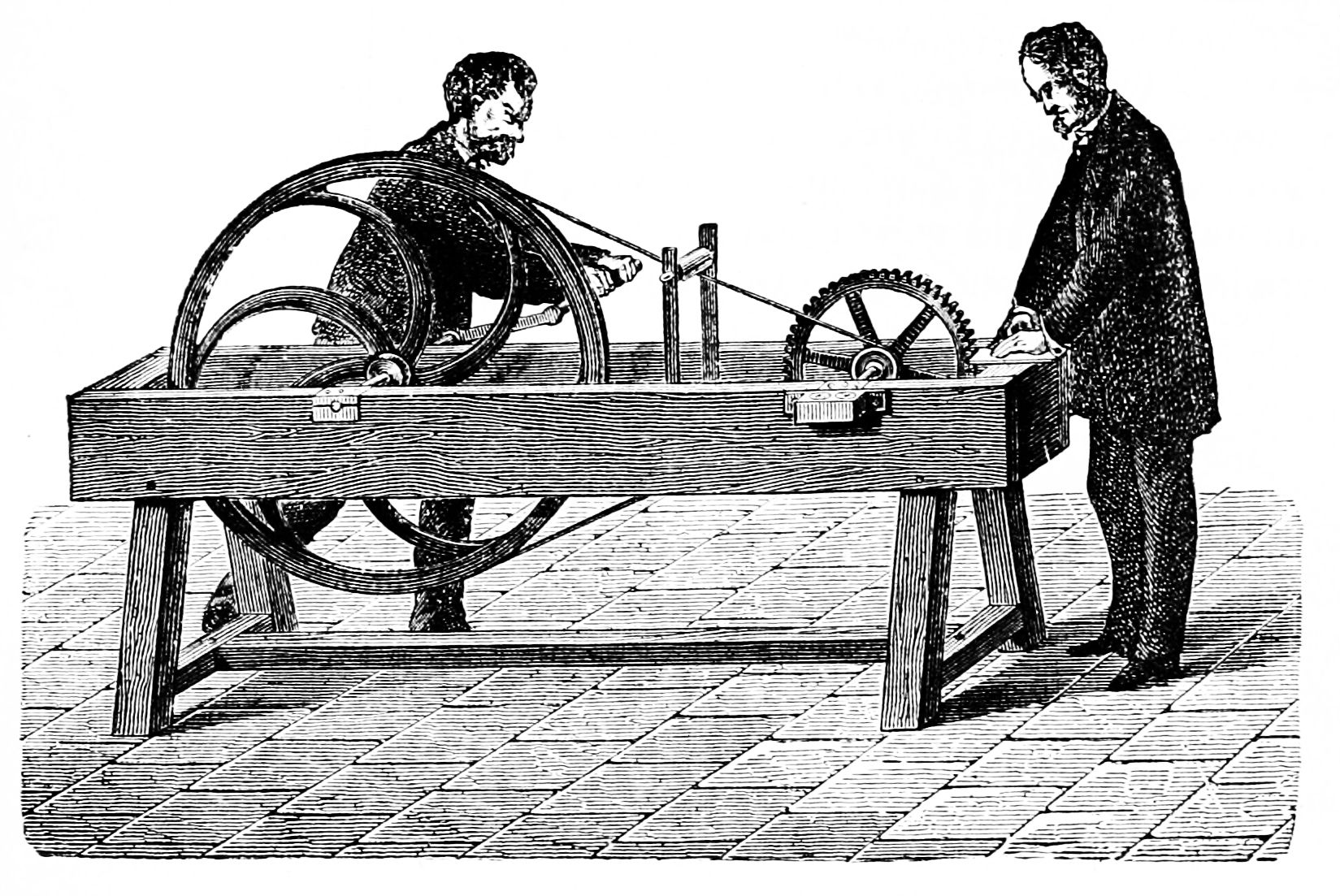
Savart rezgések számozására szolgáló készüléke.